# 马里奥·图利奥·蒙塔诺
马里奥·图利奥·蒙塔诺（義大利語：Mario Tullio Montano，1944年2月7日—2017年7月27日），意大利男子击剑运动员。他曾获得1972年夏季奥运会男子佩剑团体金牌和1976年夏季奥运会男子佩剑团体银牌。